# 후쿠와타리정
후쿠와타리정(福渡町)은 오카야마현 구메군에 있던 정이다. 현재의 오카야마시 기타구 다케베 지역의 중심부에 해당한다.

## 역사
- 1889년 6월 1일 - 정촌제 시행에 수반해 구메난조군 후쿠와타리촌이 발족하였다.
- 1900년 4월 1일 - 구메호쿠조군과 합병해 구메군이 되었다.
- 1955년 2월 1일 - 정으로 승격해 후쿠와타리정이 되었다.
- 1967년 1월 15일 - 다케베정과 합병해, 새로운 다케베정이 되었다.

## 교통

### 철도
- 일본국유철도
  - 쓰야마선

### 도로
- 국도 제53호선

## 참고문헌
- 和泉橋警察署 『新旧対照市町村一覧』第2冊（東京 ： 加藤孫次郎、1889（明22））
- 地名編纂委員会 『角川日本地名大辞典33 岡山』（角川学芸出版、1989、ISBN 4040013301）